# Saharská arabská demokratická republika
Saharská arabská demokratická republika (SADR; arabsky الجمهورية العربية الصحراوية الديمقراطية‎ al-Jumhūrīyah al-'Arabīyah aṣ-Ṣaḥrāwīyah ad-Dīmuqrāṭīyah, španělsky República Árabe Saharaui Democrática) je částečně uznávaný stát nacházející se v západním Maghrebu, který si činí nárok na nesamosprávné území Západní Sahary, ale ovládá pouze nejvýchodnější pětinu tohoto území. Mezi lety 1884 a 1975 byla Západní Sahara známá jako Španělská Sahara, španělská kolonie (později zámořská provincie). SADR je jedním ze dvou afrických států, ve kterých je významným jazykem španělština, druhým je Rovníková Guinea.
SADR byla vyhlášena Frontou Polisario (bývalou socialistickou osvobozeneckou silou, která od té doby reformovala své ideologické a politické názory) dne 27. února 1976 v Bir Lehlou v Západní Sahaře. Vláda SADR kontroluje asi 20–25 % území, které si nárokuje. Území pod její kontrolou nazývá Osvobozená území nebo Svobodná zóna. Maroko kontroluje a spravuje zbytek sporného území a nazývá tyto země svými Jižními provinciemi. Vláda SADR považuje území v držení Maroka za okupované území, zatímco Maroko považuje mnohem menší území v držení SADR za nárazníkovou zónu.[zdroj?] Nárokovaným hlavním městem SADR je Al-´Ajún (Laayoune) (bývalé hlavní město Západní Sahary). Protože SADR nekontroluje Al-´Ajún, mají dočasné hlavní město, které se v roce 2008 přestěhovalo z Bir Lehlou do Tifariti. Sídlo vlády SADR se nachází v saharských uprchlických táborech v alžírském Tindúfu.
SADR udržuje diplomatické vztahy se 41 státy OSN a je řádným členem Africké unie.

## Podstata konfliktu
Konflikt na území Západní Sahary, stejně jako konflikt v Palestině nebo v súdánském Dárfúru, patří k těm nejvleklejším a obtížně řešitelným sporům druhé poloviny 20. století. Táhne se téměř půl století a nic nenasvědčuje tomu, že bude v blízké budoucnosti vyřešen. Je třeba připomenout, že konflikt není omezen pouze na jeho zjevné hlavní hráče – to jest na Maroko, svého času Mauritánii a obyvatelstvo Západní Sahary. Svou roli zde hrají i další země a velmoci, které stojí v pozadí. Západní Sahara je v boji za nezávislost podporována Alžírskem, Maroko dostává technickou podporu z USA a Mauritánie byla ve svém nároku podporována Saúdskou Arábií a Kuvajtem. Svou roli zde samozřejmě hrají i mezinárodní organizace, a to především OSN a Africká unie (dříve Organizace africké jednoty).

## Legální status

Mezinárodní uznání SADR: zeleně státy uznávající, červeně státy, které uznání odvolaly nebo „zmrazily“; od 2011 beze změn

Na konci roku 2011 uznaly Saharskou arabskou demokratickou republiku následující státy (tučně jsou uvedeny ty, které navázaly diplomatické styky) : Alžírsko, Angola, Antigua a Barbuda, Barbados, Belize, Bolívie, Botswana, Burundi, Čad, Dominika, Dominikánská republika, Ekvádor, Etiopie, Ghana, Grenada, Guatemala, Guayana, Haiti, Honduras, Írán, Jamajka, Jihoafrická republika, Kambodža, Keňa, Korejská lidově demokratická republika, Kostarika, Kuba, Laos, Lesotho, Libye, Mali, Mauritánie, Mauricius, Mexiko, Mosambik, Namibie, Nigérie, Nikaragua, Panama, Papua Nová Guinea, Paraguay, Rwanda, Sierra Leone, Surinam, Svatá Lucie, Svatý Kryštof a Nevis, Svatý Vincenc a Grenadiny, Sýrie, Tanzanie, Trinidad a Tobago, Uganda, Uruguay, Venezuela, Vietnam, Východní Timor, Zambie, Zimbabwe, Jižní Súdán.
Zastoupení je pouze jednostranné, velvyslanectví jsou na území výše uvedených států, nikoliv recipročně. To je dáno tím, že Saharská arabská demokratická republika nemá kontrolu nad svým územím.

## Dějiny
Podrobnější informace o nejstarším období naleznete v článku Západní Sahara

### Vývoj do roku 1970
Španělská okupace Západní Sahary začala v roce 1884 obsazením zátoky Rio de Oro. Vnitrozemské oblasti odolávaly až do 30. let 20. století, avšak ještě v 50. letech nebyla španělská přítomnost v této oblasti nijak výrazná. Ke změně situace došlo až po objevení rozsáhlých zásob fosfátů nalézajících se na tomto území (hnojiva, prací prášky). Roku 1962 zde Španělsko založilo továrnu na jejich zpracování a začátkem sedmdesátých let se Západní Sahara už řadila k šesti největším producentům fosfátu na světě. Během těchto let se zde usadilo přibližně 20 000 španělských úředníků a dělníků. V roce 1934 se Západní Sahara stala oficiálně španělskou provincií, kterou zůstala až do roku 1976.
V roce 1960 OSN přijalo rezoluci garantující nezávislost kolonizovaným zemím a v roce 1966 vydalo rozhodnutí, podle kterého mají obyvatelé Západní Sahary právo na vlastní sebeurčení. Avšak již v roce 1963 vznesly nároky na toto území státy Maroko a Mauritánie. Touhu Sahařanů po svobodě a nezávislosti tedy zcela překazily a uvedly ji do slepé uličky. Maroko vyjádřilo stanovisko, že jeho nezávislosti bude dosaženo teprve až poté, co budou „všechna jeho území“ – tzn. kromě samotného Maroka i území Mauritánie, části Alžírska a Západní Sahary – opět sjednocena. Maročtí právníci argumentovali tím, že v historii na tomto území existovala náboženská loajalita sultánovi. Mauretánská vláda pro změnu vyzdvihovala společné historické vazby mezi kmeny na obou územích.

### Vývoj po roce 1970
V 60. letech na území Západní Sahary začíná vznikat hnutí proti koloniální nadvládě vedené Mohamedem Bassirim, pod názvem Harakat Tahrir. 17. června 1970 toto hnutí zorganizovalo rozsáhlé manifestace za právo na nezávislost v Laayounu, které však skončily masakrem a zatčením několika stovek demonstrantů. Samotný Bassir byl zajat a zavražděn ve vězení.
V roce 1975 Mezinárodní soudní dvůr zamítl teritoriální nároky Maroka a Mauretánie a přiznal obyvatelům Západní Sahary právo na vlastní sebeurčení. Avšak reakcí marockého krále Hassana II. na zamítnutí žaloby bylo zorganizování tzv. „Zeleného pochodu“ (pojmenovaného po svaté barvě islámu), kdy na území Západní Sahary vpochodovalo na 300 000 (časopis Mezinárodní politika uvádí dokonce 500 000) Maročanů, kteří nesli marocké vlajky, výtisky Koránu a portréty krále. Tento pochod měl podle záměrů samotného krále vzbudit v Maročanech silnou národní hrdost a obnovit tak loajalitu ke královské koruně. Následně bylo zahájeno vyjednávání mezi Španělskem, Marokem a Mauritánií, které vešlo ve známost jako Madridské dohody. Španělsko se zavázalo stáhnout se z území Západní Sahary nejpozději do 28. února 1976 a postoupit toto území Maroku na severu a Mauretánii na jihu. Na oplátku získalo Španělsko právo na rybolov u břehů teritoria a na zisk z těžby fosfátů.
Španělsko se oficiálně stáhlo z území Západní Sahary již 26. února, tedy o dva dny dříve před nejzazším stanoveným termínem a v ten samý den Polisario vyhlásilo Saharskou arabskou demokratickou republiku (Saharan Arab Democratic Republic – SADR). První zasedání exilové vlády proběhlo 4. března 1976. V srpnu téhož roku byl na třetím kongresu Polisaria zvolen generálním tajemníkem současný prezident SADRu Mohamed Abdal-Azíz a zároveň byla přijata ústava pro nově deklarovaný stát. V tomto roce rovněž Polisario zahajuje guerillovou válku proti Maroku, která trvá až do roku 1991.

### Vývoj po roce 1976
Po odchodu Španělska vyhlásila 28. 2. 1976 Fronta Polisario na území Západní Sahary samostatnou Saharskou arabskou demokratickou republiku. V březnu téhož roku uzavřelo Maroko a Mauretánie dohodu o rozdělení území Západní Sahary, severní část Saguía el Hamra dostalo Maroko a jižní Río de Oro připadlo Mauretánii. Obě země vyslaly na svá nová území vojska a spousta lidí uprchla do Alžírska. Fronta Polisario za alžírské peníze začala podnikat útoky na okupační armády. Mauretánie po vojenských neúspěších i z finančních důvodů uzavřela s Frontou příměří, uznala ji jako legitimního vládce a stáhla se za hranice. Fronta Polisario postupně kontrolovala až 75 % území Západní Sahary.
Změna nastala, až když Maroko dostalo pomoc od USA a Francie, tehdy dobylo asi 80 % území. V roce 1982 se Západní Sahara stala oficiálně členem Organizace africké jednoty (OAJ), z které na protest Maroko vystoupilo. OSN i OAJ se snažily přimět Maroko i Frontu Polisario k jednání. Návrh na mírové řešení byl roku 1988 přijatý, v roce 1991 byly ukončeny vzájemné vojenské akce. Na rok 1992 bylo naplánováno referendum o sebeurčení obyvatel, vyvstal problém se seznamy voličů a referendum se nekonalo.
Na základě tzv. Houstonských dohod se mělo referendum uskutečnit pod dohledem OSN v roce 1998, z podnětu Maroka se neuskutečnilo stejně jako další roku 2001. Nato OSN vypracovala první a pak druhý plán s postupným pětiletým přechodným obdobím a následným referendem v roce 2005. Maroko tyto plány nepřijalo a navrhlo v roce 2007 svůj vlastní plán autonomie, který pro změnu odmítla zase Fronta Polisario. Od té doby se mezi oběma stranami konají pod patronaci OSN řídce další dialogy.

## Státní symboly

### Vlajka
Vlajka Saharské arabské demokratické republiky je tvořena listem o poměru stran 1:2 se třemi vodorovnými pruhy, černým, bílým a zeleným, s červeným rovnoramenným trojúhelníkem při žerdi, sahajícím do třetiny délky listu vlajky. Uprostřed bílého pruhu je na lícové straně červený půlměsíc a červená pěticípá hvězda.

### Hymna
Hymna Saharské arabské demokratické republiky je píseň Yā Banī al-Ṣaḥrāʼ.

## Ekonomika
SADR na svých kontrolovaných územích používá saharskou pesetu, ačkoli většina země používá marocký dirham.
Těžba fosfátů poskytuje práci přibližně 3000 lidí. Roční produkce se pohybuje kolem 2 milionů tun, z nichž 40 % je vyváženo do Evropy, 40 % do USA a značná část ze zbylých 20 % končí v Japonsku. Západní Sahara je pouze jedním z marockých zdrojů fosfátů – celkově je Maroko jejich největším světovým producentem. Po fosfátech a rybolovu je třetím nejvýznamnějším vývozním artiklem Západní Sahary písek. Například na Kanárské ostrovy se ročně za účelem úpravy pláží vyveze 150 až 200 tisíc tun písku.

## Vojenství
Saharská lidová osvobozenecká armáda je obrannou silou Saharské arabské demokratické republiky a dříve sloužila jako ozbrojené křídlo fronty Polisario před založením republiky.

## Národní svátky
| Datum      | Název                     | Původní událost / Poznámky                           |
| ---------- | ------------------------- | ---------------------------------------------------- |
| 27. února  | Den nezávislosti          | Vyhlášení SADR v Bir Lehlou, 1976                    |
| 8. března  | První mučedník            |                                                      |
| 10. května | Založení fronty Polisario | Založena 1973                                        |
| 20. května | Revoluce 20. května       | Začátek ozbrojeného boje proti Španělsku v roce 1973 |
| 9. června  | Den mučedníků             | Den, kdy El-Ouali zemřel v roce 1976                 |
| 17. června | Intifáda v Zemle          | Nepokoje v Al-´Ajúnu, 1970                           |
| 12. října  | Den národní jednoty       | Oslava konference v Ain Ben Tili, 1975               |

## Náboženství

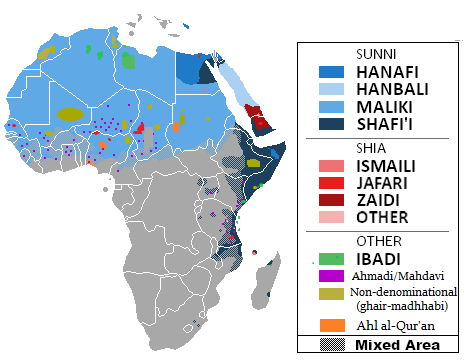
Rozložení islámských denominací v Africe

Převládajícím náboženstvím praktikovaným na saharských územích je islám.

### Islámská data
Důležitá data podle lunárního islámského kalendáře.
| Datum              | Název                  | Dodržování        |
| ------------------ | ---------------------- | ----------------- |
| 1. muharram        | Islámský nový rok      |                   |
| 10. dhú'l-hidždža  | Svátek oběti           | Obětní hostina    |
| 1. šauvál          | Svátek přerušení půstu | Konec ramadánu    |
| 12. rabí´ al-avval | Mawlid                 | Narození Mohameda |

## Galerie

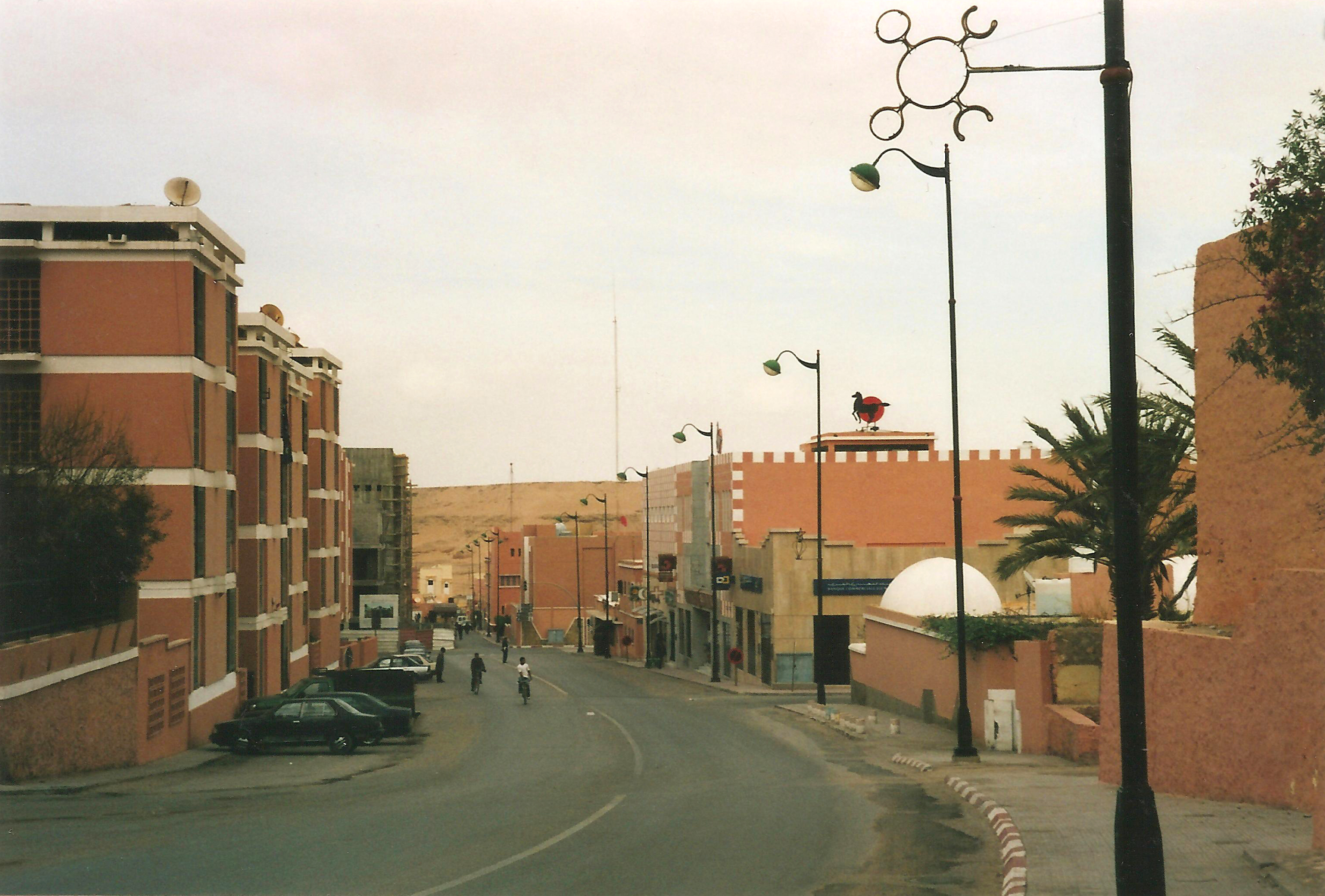
Ulice hlavního města Al-´Ajún
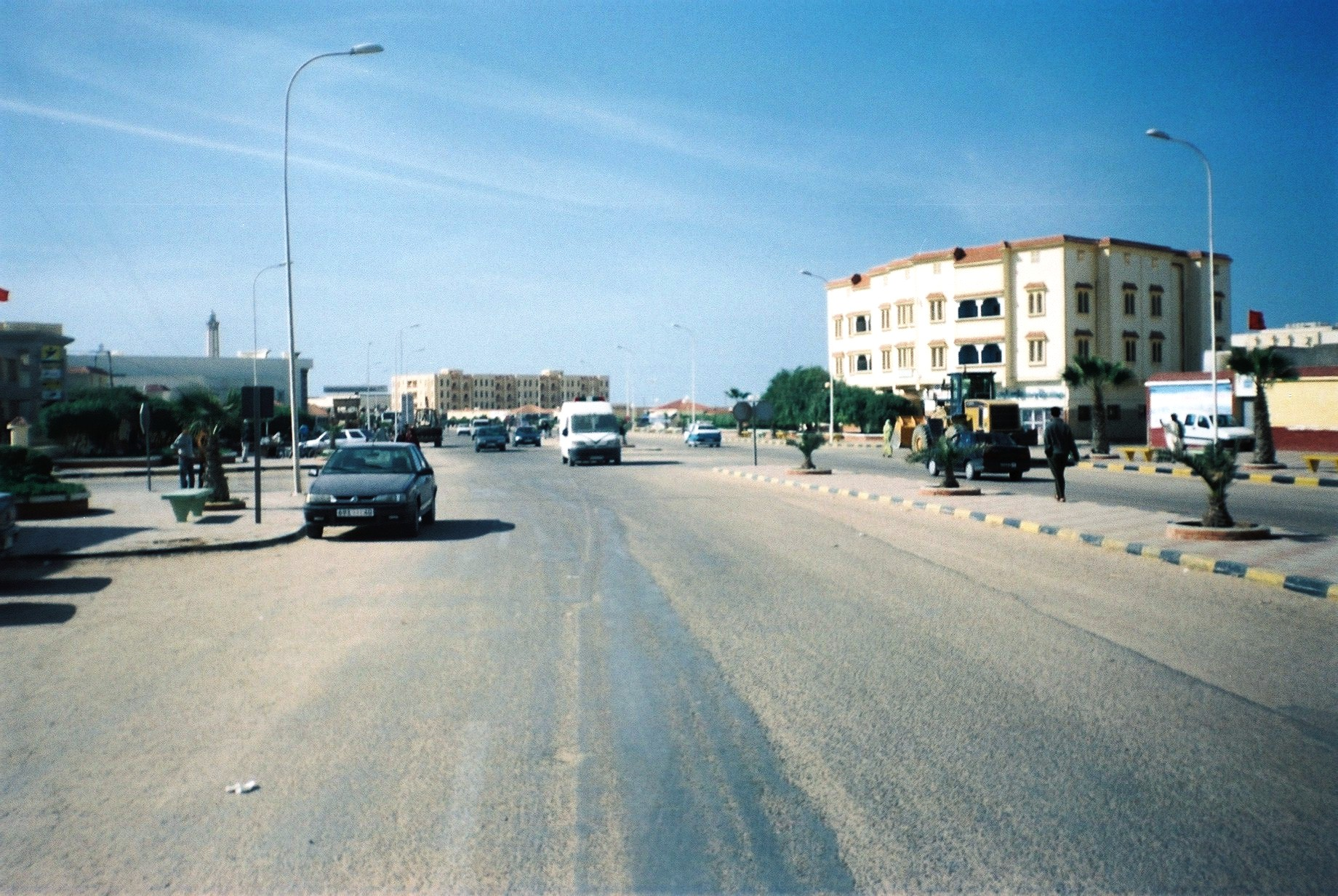
Město Búdždúr
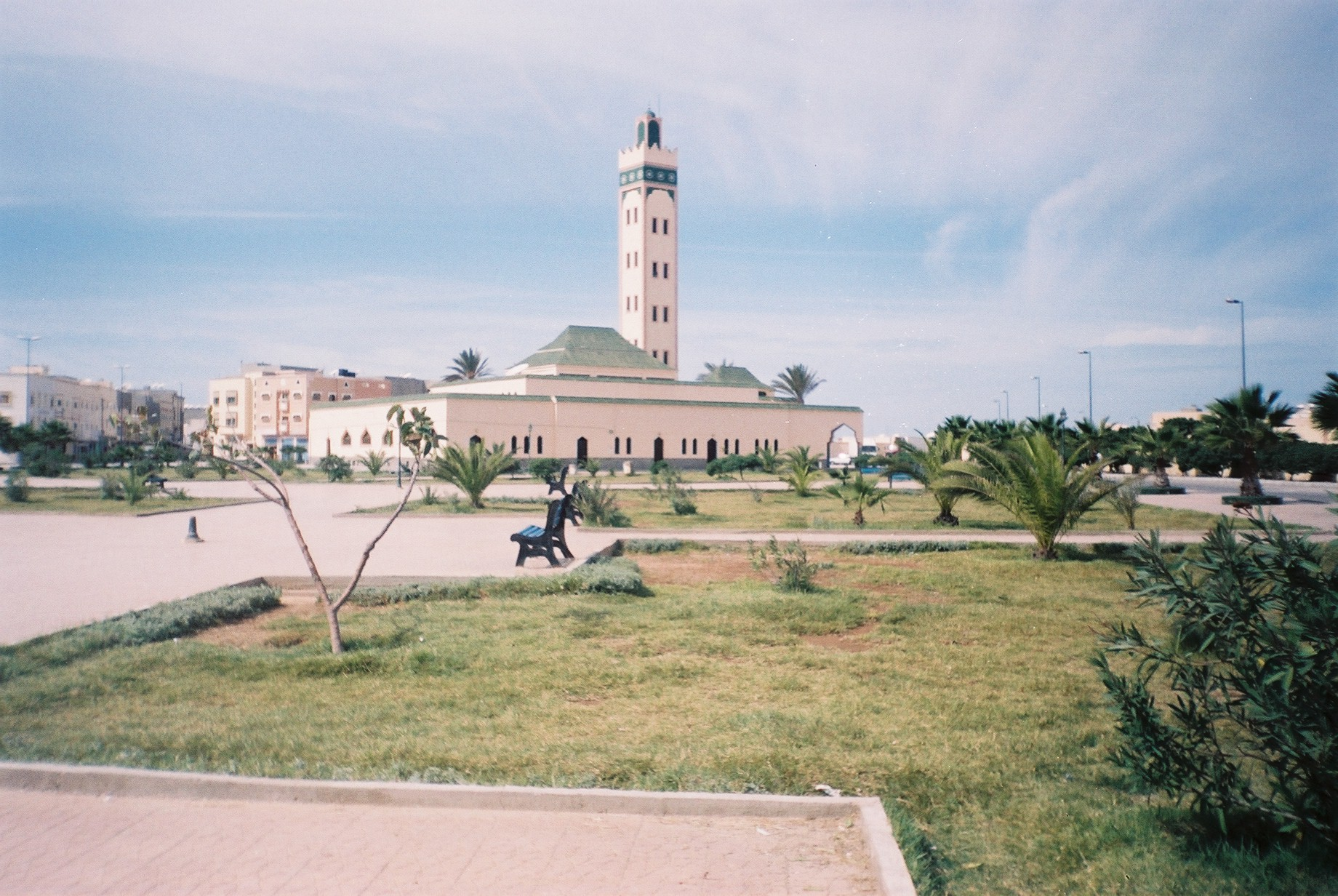
Město Dachla